# Międzynarodowy Festiwal Sztuki Ulicznej TrotuArt
Międzynarodowy Festiwal Sztuki Ulicznej TrotuArt – festiwal teatralny zlokalizowany w kilku punktach Łodzi: na Starym Rynku, pasażu Schillera, pasażu Rubinsteina i na ulicy Piotrkowskiej.
Szczudlarze, klauni, postacie w kostiumach i teatralnych maskach, mimowie, bawią publiczność przy dźwięku orkiestr. Ta dwudniowa impreza ukazuje „sztukę ulicy” w różnych formach, od kameralnych działań artystycznych po spektakularne pokazy z wykorzystaniem ognia czy fajerwerków.
Festiwal odbywa się co rok, we wrześniu. Pierwsza edycja odbyła się w 2006 roku, jako Międzynarodowy Festiwal Teatrów Ulicznych TrotuArt (I Międzynarodowy Festiwal Teatrów Ulicznych "TrotuArt 2006").
Organizatorami festiwalu są Teatr Lalek Arlekin i łódzki magistrat.